# LOFAR

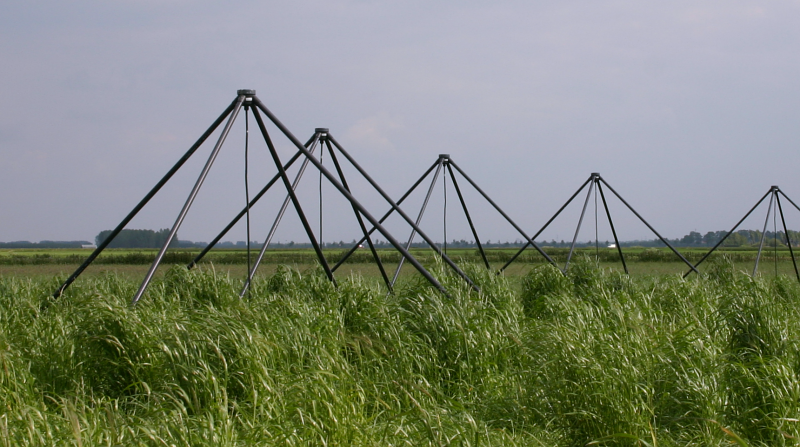
Antennenprototypen

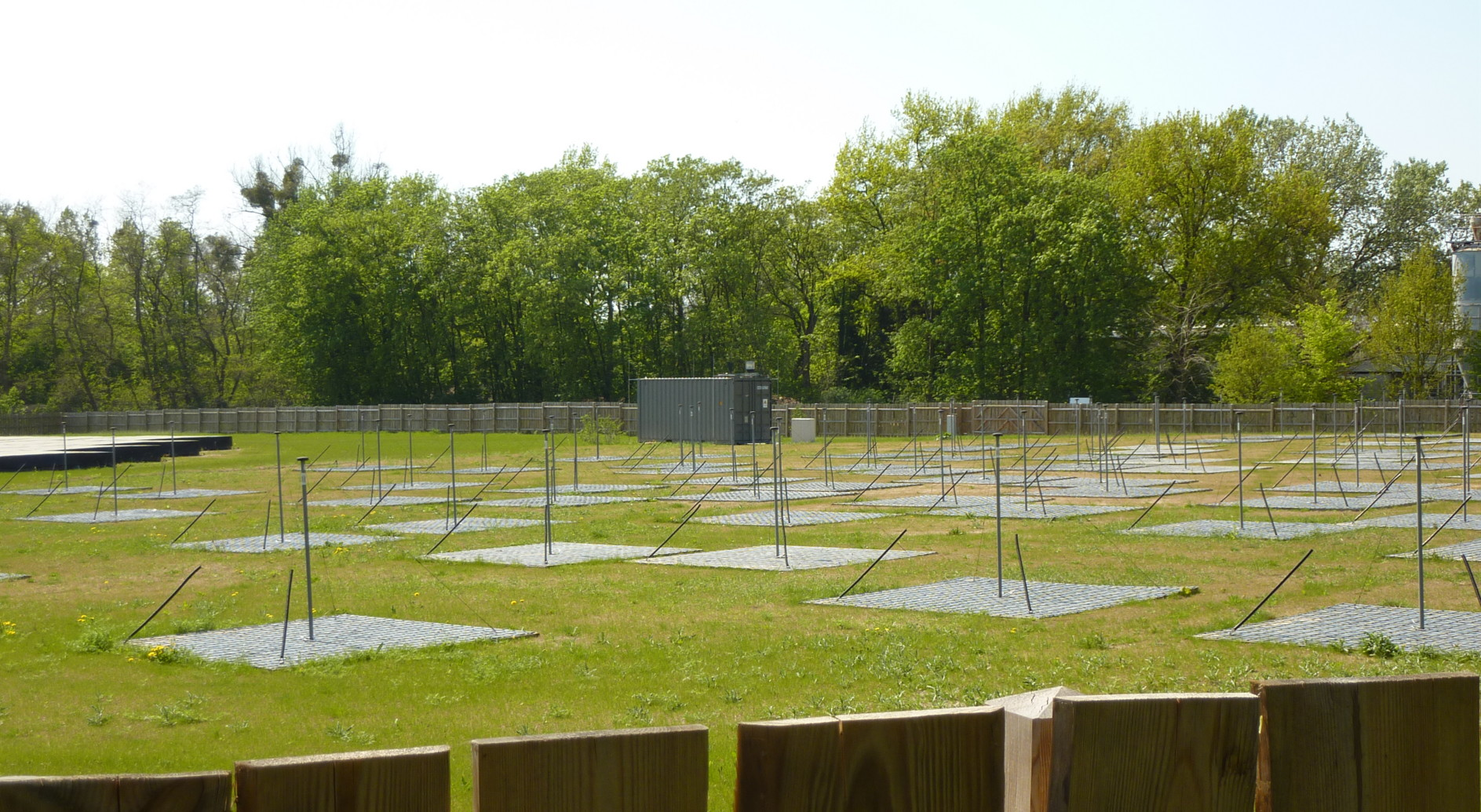
LOFAR-Station des Leibniz-Institutes für Astrophysik Potsdam in Bornim

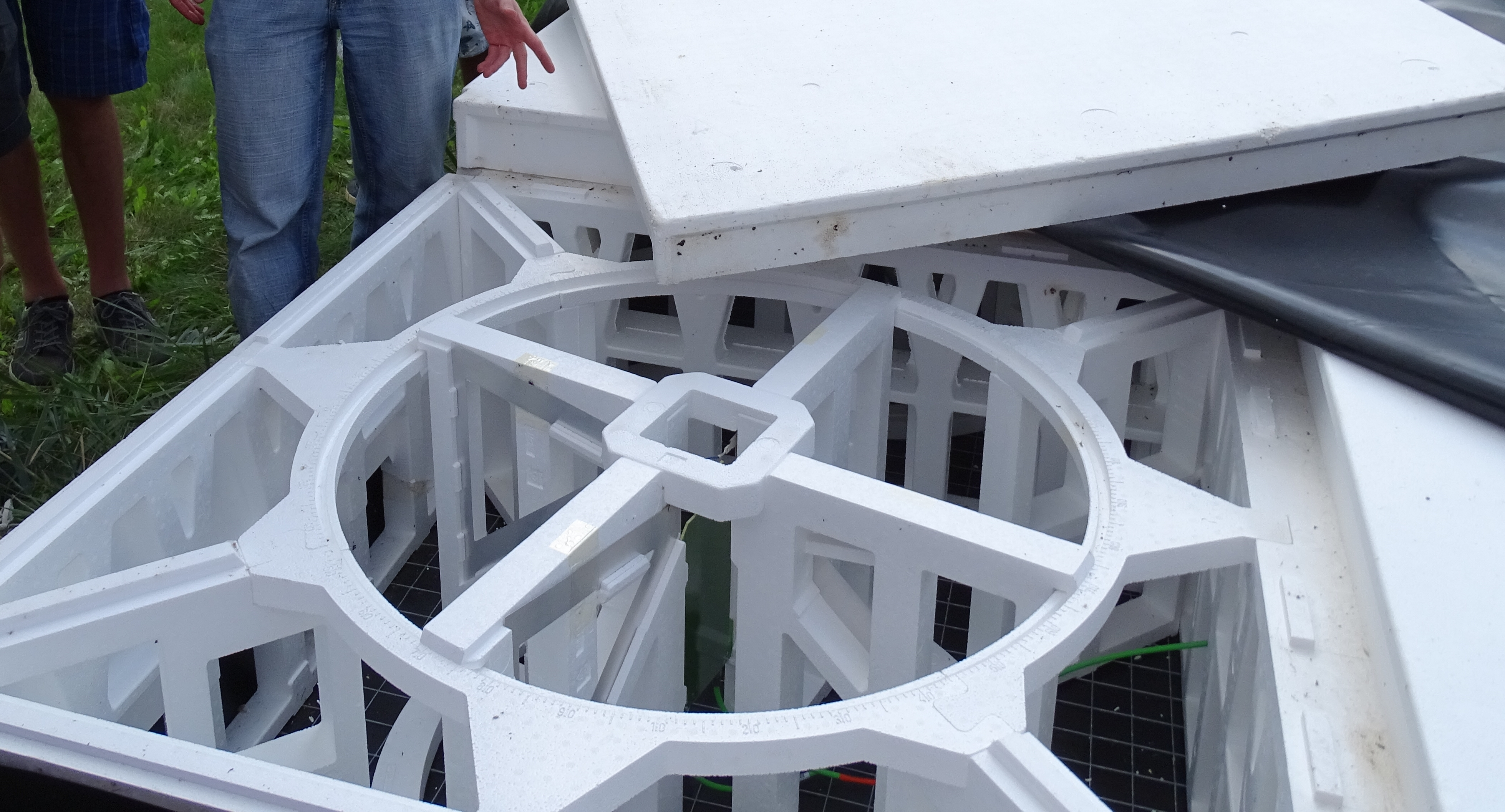
LOFAR-High-Band-Einzelantenne an der Thüringer Landessternwarte. Zu sehen sind die zwei gekreuzten, in Schaumpolystyrol befestigten Schmetterlingsdipole.

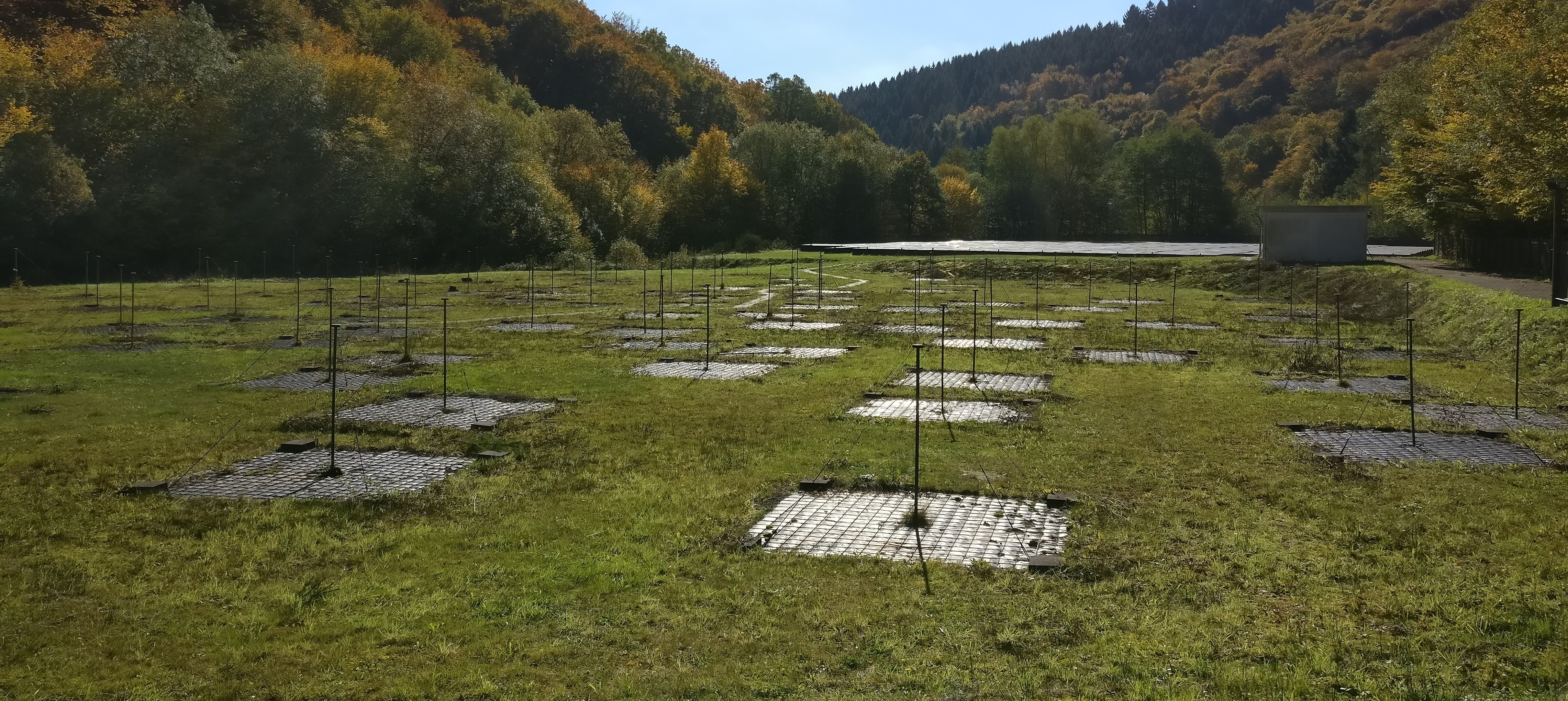
Niederfrequente LOFAR-Station am Radioteleskop Effelsberg

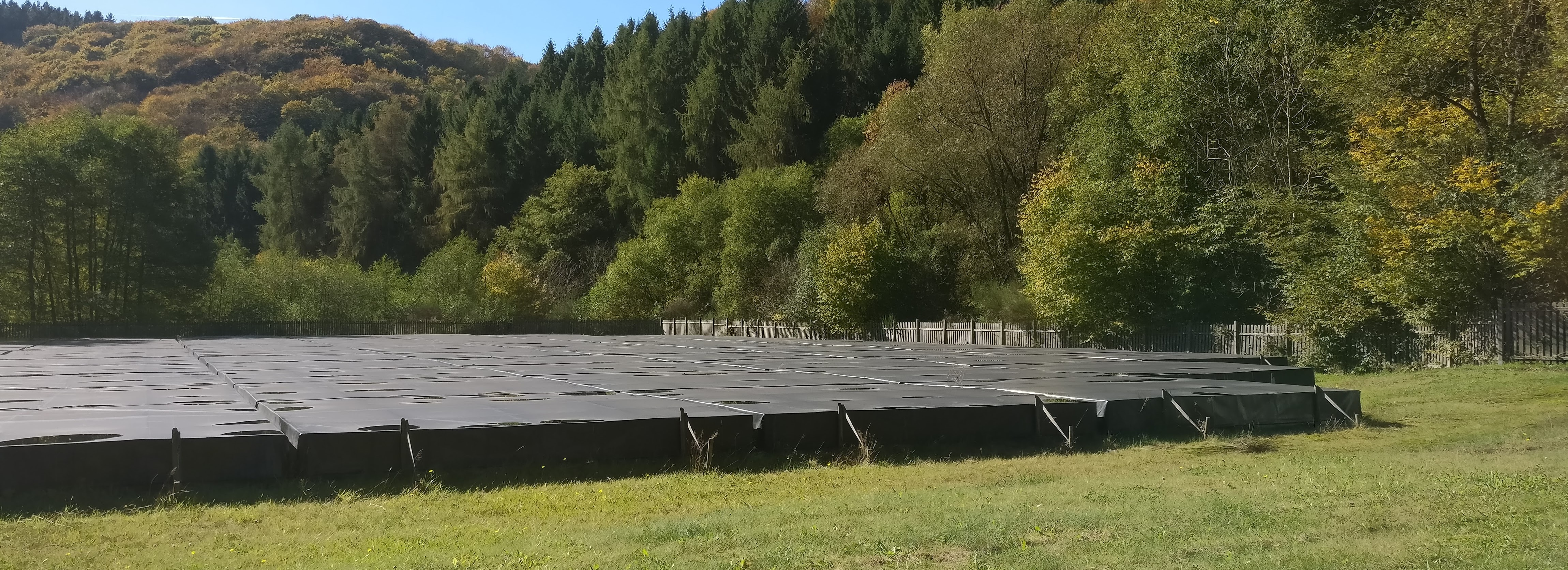
Hochfrequente LOFAR-Station am Radioteleskop Effelsberg

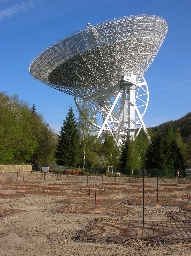
Die erste deutsche LOFAR-Station bei Bad Münstereifel – Effelsberg mit einem Durchmesser von 60 Metern, bestehend aus 96 Dipol-Antennen (Vordergrund). Im Hintergrund ist das 100-m-Radioteleskop Effelsberg zu sehen. Beide Instrumente werden vom Max-Planck-Institut für Radioastronomie in Bonn betrieben.

LOFAR (Abkürzung für Low Frequency Array) ist ein Radiointerferometer, eine Anordnung aus vielen Antennen (Antennenarray), deren Signale zu einem einzigen Signal kombiniert werden. Die detektierbaren Frequenzbereiche sind 10…80 MHz und 110…240 MHz. Der UKW-Rundfunkbereich 88…108 MHz ist ausgespart, da in Europa hier keine radioastronomischen Beobachtungen möglich sind.
Das Teleskop verfügte zum Zeitpunkt seiner offiziellen Einweihung durch die niederländische Königin Beatrix am 12. Juni 2010 über europaweit rund 10.000 Einzelantennen, bis 2014 sind etwa 1000 weitere hinzugekommen. Die erste niederländische Prototyp-Station arbeitete 2006 bei Exloo in der Provinz Drenthe. Seit 2014 sind 38 Stationen in den Niederlanden in Betrieb.
Das Radioteleskop soll weite Blicke in den Weltraum und Erkenntnisse aus der Zeit kurz nach dem Urknall liefern.
Um mit LOFAR eine Winkelauflösung von einer Bogensekunde und besser zu erreichen, reicht eine Ausdehnung über die Größe der Niederlande nicht aus, daher wurde beschlossen, LOFAR um über den europäischen Kontinent verteilte Stationen zu erweitern.
LOFAR ist ein Gemeinschaftsprojekt der niederländischen astronomischen Organisation ASTRON, den Universitäten Amsterdam, Groningen, Leiden und Nimwegen sowie einer deutschen Beteiligung bestehend aus fünfzehn Instituten, die sich im German Long Wavelength Consortium (GLOW) zusammengeschlossen haben. Ihm gehören das Leibniz-Institut für Astrophysik Potsdam (AIP) mit dem OSRA, das Max-Planck-Institut für Radioastronomie (MPIfR) in Bonn, das Max-Planck-Institut für Astrophysik (MPA) in Garching, der Exzellenzcluster Universe München/Garching, die Thüringer Landessternwarte in Tautenburg, die Jacobs-Universität Bremen, das Forschungszentrum Jülich sowie die Universitäten Bielefeld, Bochum, Bonn, Hamburg, Köln und Würzburg an. Der Vorschlag für LOFAR kam 1997 von George K. Miley. Zu den leitenden Wissenschaftlern gehört Heino Falcke (Radboud-Universität Nijmegen und MPIfR Bonn).
Die Stationen bestehen aus jeweils 192 fest installierten Einzelantennen. Das sind für das untere Frequenzband (LBA, low band antennae) weniger als 2 Meter hohe Drahtpyramiden, die Drähte bilden zwei gekreuzte Dipolantennen. In der Spitze ist ein Vorverstärker und jede Antenne verlassen zwei Koaxialkabel. Die Antennen des oberen Frequenzbandes (HBA, high band antennae) haben die Form einer quadratischen Platte („Kachel“ mit 5 Meter Kantenlänge). Darin befindet sich ein 4×4-Array aus 16 Kreuzdipolen, die, phasengekoppelt, einen Öffnungswinkel von 30° haben.
Die geringen Kosten der Antennen ermöglichen es, eine große Anzahl von ihnen aufzustellen. Die Sammelfläche des kompletten Netzwerks beträgt etwa 0,5 Quadratkilometer bei einer Ausdehnung von mehr als 1000 Kilometern.
Die erste deutsche Station wurde im November 2007 neben dem 100-Meter-Radioteleskop Effelsberg in Betrieb genommen. Fünf weitere Stationen in Unterweilenbach/Garching, Tautenburg (Thüringen), in Bornim bei Potsdam, in Jülich und in Norderstedt bei Hamburg folgten bis 2014. Je eine Station wurde in Großbritannien (Chilbolton), in Frankreich auf dem Gelände des Nançay-Radioteleskops, in Schweden (Onsala), in Irland (Birr Castle) und in Lettland (Irbene) gebaut. Die regulären Beobachtungen begannen im Dezember 2012.
Der wesentliche Faktor, der die Leistungsfähigkeit der Anlage bestimmen wird, ist ein Zentralrechner im Rechenzentrum der Universität Groningen (Niederlande), bis 2013 ein IBM Blue Gene-supercomputer mit einer Leistung von 37 Teraflops, seit 2014 der Computercluster COBALT, der die Einzelsignale der verschiedenen Antennen miteinander verrechnet, sowie ein sehr schnelles Datenkommunikationsnetzwerk (Wide Area Network – WAN). Für die erste deutsche Station in Effelsberg wurde eine eigene Glasfaserleitung mit 10 Gigabit/s zum Max-Planck-Institut für Radioastronomie in Bonn gelegt. Von dort werden die Daten über das deutsche Forschungsnetz DFN zum Forschungszentrum Jülich und weiter über das niederländische SURFNET zum zentralen Computercluster geleitet.
Die wissenschaftlichen Ziele von LOFAR wurden in sechs internationalen Key-Science-Projekten entwickelt, die von niederländischen, deutschen und britischen Instituten geleitet werden. Es soll nach Signalen aus der Reionisierungsepoche aus der Zeit rund 1 Milliarde Jahre nach dem Urknall bei Frequenzen von 120…200 MHz gesucht werden. Zu diesen Frequenzen ist die Wasserstofflinie 21 cm hin rotverschoben. Kataloge von Radioquellen bei fünf Frequenzen sollen erstellt werden. Weitere Objekte sind Pulsare und Radiosignale von Teilchen der kosmischen Strahlung, die in die Erdatmosphäre eindringen. Das Max-Planck-Institut für Radioastronomie in Bonn initiierte und leitete bis 2018 ein Key-Science-Projekt zum Studium kosmischer Magnetfelder. Das Leibniz-Institut für Astrophysik Potsdam hat die Leitung des Key-Science-Projektes zur Messung der Radiostrahlung der Sonne übernommen.
Neben physikalischen Erkenntnissen über Galaxien, Quasare und der Materie aus der frühesten Zeit des Universums versprechen sich die Betreiber Erkenntnisse darüber, wie ein zukünftiges, leistungsfähigeres Internet beschaffen sein sollte. Außerdem ist LOFAR ein Vorläuferteleskop des geplanten Square Kilometre Array, ein Radioteleskop mit einem Quadratkilometer Sammelfläche, das ab 2021 als weltweites Gemeinschaftsprojekt in Australien und Südafrika gebaut und bei Frequenzen von etwa 70 MHz bis 10 GHz arbeiten soll.
Das LOFAR soll in den Niederlanden auch für andere Zwecke benutzt werden. Zum Beispiel könnten die Anlagen mit Windsensoren ausgestattet werden, um mit den gewonnenen Daten sehr präzise Windvorhersagen treffen zu können. Dies ist beispielsweise für Windparks von Bedeutung. Weiterhin können an den Antennen seismische Sensoren angeschlossen werden, so dass auch exakte Messungen seismischer Aktivität möglich sind.
Im Sommer 2018 beobachteten Joseph Dwyer, Brian Hare et al. das Auslösen von Blitzen im wolkenverhangenen Himmel. Ihre Beobachtungen stützen das Modell für die Blitzentstehung aus der Entwicklung positiver Korona-Streamer von Bernard Vonnegut, Christopher T. Phelps und Richard F. Griffiths aus den frühen 70er Jahren.